# Condado de Samitier

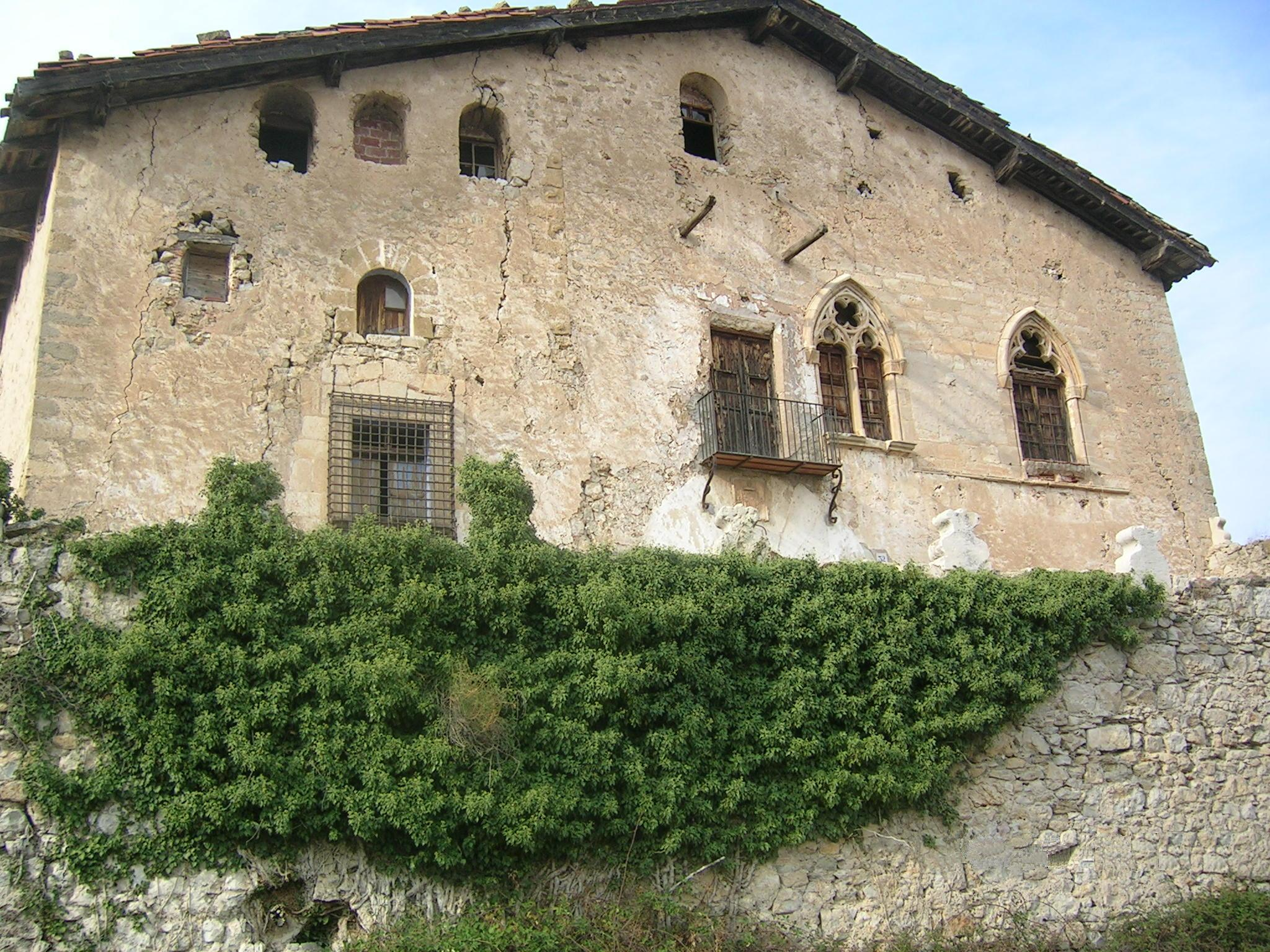
Castillo de Herbés, propiedad del actual conde de Samitier y barón de Hervés.

Escudo municipal de la localidad de Herbés, en la provincia de Castellón.

El Condado de Samitier es un título nobiliario  español, creado el 18 de diciembre de 1802, por el rey Carlos IV, a favor de Buenaventura Ram de Víu y Baillet, hijo primogénito del barón de Hervés.
El título se le concedió en rehabilitación y permuta del título de Conde de Baillet, que había sido otorgado en 1719, por el archiduque pretendiente Carlos de Austria, a favor de Cristóbal Ernesto de Baillet.
El actual titular, por rehabilitación en 1996, es Carlos-Javier Ram de Víu y de Sivatte,  VII conde de Samitier y barón de Hervés.

## Condes de Samitier
|                               | Titular                               | Periodo                       |
| Creación por el rey Carlos IV | Creación por el rey Carlos IV         | Creación por el rey Carlos IV |
| ----------------------------- | ------------------------------------- | ----------------------------- |
| I                             | Buenaventura Ram de Víu y Baillet     | 1802-1832                     |
| II                            | Rafael Ram de Víu y Pueyo             | 1832-1834                     |
| III                           | Rafael Ram de Víu y Navarro de Aragón | 1853-                         |
| IV                            | José Ram de Víu y Benet               | 1884-                         |
| V                             | Carlos Ram de Víu y Quinto            | 1907-                         |
| VI                            | Carlos Ram de Víu y Arévalo           | 1923-                         |
| VII                           | Carlos-Javier Ram de Víu y de Sivatte | 1996-actual titular           |

## Historia de los condes de Samitier
- Jerónimo Ram de Víu y Liñán, (1731-?),  barón de Hervés.

1. Casó en primeras nupcias con María Baillet.
2. Casó en segundas nupcias con Mariana Pueyo y Pujadas.

1. Del primer matrimonio, nació Buenaventura Ram de Víu y Baillet, que sigue;
2. De su segundo matrimonio, nacieron cuatro hijos: Victoria Ram de Víu y Pueyo (casó con Saturio Núñez, de la Orden de Malta); Rafael Ram de Víu y Pueyo, que seguirá; Fermín (también caballero de la Orden de Malta); y Vicenta (monja profesa en el Real Monasterio de Sigena, también de monjas sanjuanistas).

Su hijo fue:
- Buenaventura Ram de Víu y Baillet, I conde de Samitier.

Sin descendencia.
Le sucedió, el 19 de abril de 1832, su medio hermano:
- Rafael Ram de Víu y Pueyo (1777-1834), barón de Hervés, II conde de Samitier. Creado grande de España por el pretendiente carlista Carlos María Isidro de Borbón a título póstumo. Corregidor de Teruel (1824-28) y Corregidor-gobernador de Valencia (1828-1833), oficial en la Guerra de la Independencia Española y en la Primera Guerra Carlista. Fusilado el 12 de enero de 1834 por los liberales, dejando una carta de profunda religiosidad y patriotismo.

1. Casó con Pascuala Navarro de Aragón.

De cuyo matrimonio nacieron, al menos, tres hijos:
1. Rafael Ram de Víu y Navarro de Aragón, que sigue.
2. Vicente Ram de Víu y Navarro de Aragón; oficial del ejército de Ramón Cabrera, se exilió con él en 1840.
3. José Ram de Víu y Navarro de Aragón (1817-1883 o 1887), barón de Hervés. Casó en primeras nupcias con N.Benet, de cuyo matrimonio nació José Ram de Víu y Benet (que seguirá). Casó en segundas nupcias con Concepción de Quinto y Sánchez–Rodilla, de cuyo matrimonio nacieron: Carlos Ram de Víu y Quinto (que seguirá en segundo lugar), Luis, Francisco y Dolores.

En la Baronía de Hervés le sucedió, por Real Carta de Sucesión de fecha 9 de septiembre de 1866, su hijo José.
En el Condado de Samitier le sucedió, por Real Carta de Sucesión de fecha 3 de agosto de 1853, su hijo primogénito:
- Rafael Ram de Víu y Navarro de Aragón, III conde de Samitier.

Sin descendencia.
Le sucedió, por Real Carta de Sucesión de fecha 28 de octubre de 1884, su sobrino (hijo de su hermano José Ram de Viu y Navarro de Aragón, y la primera esposa de éste, N.Benet):
- José Ram de Víu y Benet, IV conde de Samitier.

Sin descendencia.
Le sucedió, por Real Carta de Sucesión de fecha 3 de mayo de 1907, su medio hermano (hijo del segundo matrimonio de su padre, con Concepción de Quinto y Sánchez–Rodilla):
- Carlos Ram de Víu y Quinto (1862-1910), V conde de Samitier.

1. Casó con María del Pilar Arévalo y Aguilar.

De cuyo matrimonio nacieron, al menos, dos hijos: Concepción, y Carlos Ram de Víu y Arévalo (que sigue).
Le sucedió por Rehabilitación, en fecha 12 de noviembre de 1923, su hijo primogénito:
- Carlos Ram de Víu y Arévalo, VI conde de Samitier.

1. Casó con su prima, Concepción Ram de Víu y Ulzurrum de Asanza, baronesa de Hervés (hija de su tío Luis Ram de Víu y Quinto (1864-1906), barón de Hervés, poeta de reconocido prestigio; y de la esposa de éste, Dolores Ulzurrun de Asanza y Barberán).

Le sucedió, por Rehabilitación en 1996, su hijo:
- Carlos-Javier Ram de Víu y de Sivatte (n.1960), VII conde de Samitier y barón de Hervés. Licenciado en Derecho, procurador de los Tribunales.

1. Casó, en 1991, con María de Gaminde y de Muller.

Actual titular.